# Малтабар, Леонид Маркович
Леонид Маркович Малтабар (1 июня 1925, Большой Янисоль, Мариупольский округ — 19 марта 2014) — советский и российский учёный в области виноградарства. Доктор сельскохозяйственных наук с 1971 года, профессор с 1972 года, академик Международной академии виноградарства и виноделия с 1998 года.

## Биография
Родился 1 июня 1925 года в поселке Большой Янисоль. В 1947 году с отличием окончил агрономический факультет Краснодарского института пищевой промышленности, получив специальность агронома-виноградаря — винодела высшей квалификации. Член ВКП(б) с 1949 года.
После получения высшего образования, по распределению направлен на работу научным сотрудником в Кишиневский филиал Всесоюзного научно-исследовательского института виноградарства и виноделия «Магарач», где работал с учеными: профессором Я. И. Принцем, Н. Н. Бузиным, В. В. Зотовым, А. Г. Мишуренко и другими. Сначала под руководством профессора Я. И. Принца занимался вопросами борьбы с филлоксерой химическими методами, затем по совету Н. Н. Бузина и С. А. Мельника начал исследования по разработке технологии выращивания черенков на маточниках подвойных филлоксероустойчивых лоз, сочетая научную работу с преподавательской в Кишиневском училище виноделия и виноградарства, а также участвовал в организации пригородных колхозов.
В 1950 году, по рекомендации Ленинского райкома КПСС Кишинев, поступил в аспирантуру Молдавского филиала АН СССР, которую окончил в 1953 году, защитил диссертацию в Одесском сельскохозяйственном институте на тему «Влияние систем ведения и формирования кустов на маточниках подвойных филлоксероустойчивых лоз на выход и качество черенков». С 1954 г. научный сотрудник в Молдавском научно-исследовательском институте виноградарства и виноделия, а в 1956—1961 годах — заведующий отделом агротехники винограда. С начала 1961 года до июня 1965 года — первый заместитель министра сельского хозяйства Молдавской ССР.
С 1965 года возглавил вновь созданный научный отдел по рассаде при молдавском научно-исследовательском институте виноградарства и виноделия. В феврале 1971 года в Молдавской АН защитил докторскую диссертацию на тему «Научные основы технологии производства привитого виноградного посадочного материала». К этому времени им была создана научная школа и подготовлено 7 кандидатов сельскохозяйственных наук, а также написанная монография объёмом 16,5 листов «Производство привитых саженцев винограда», за что ему в 1972 году присвоено ученое звание профессора и орден Трудового Красного Знамени.
С 1973 по сентябрь 1996 года — заведующий кафедрой виноградарства Кубанского сельскохозяйственного института.
Умер 19 марта 2014 года. Похоронен на Славянском кладбище в городе Краснодаре.

## Научная и общественная деятельность
Учёным изучены биологически закономерности ризо — и каллусогенеза у черенков и прививок винограда, разработаны и внедрены научные основы интенсивной технологии производства винограда и виноградного посадочного материала. Участвовал в создании нового типа учебных заведений (совхозов-техникумов) в Молдавской ССР.
Издал 2 учебника по виноградарству (в соавторстве), 5 учебных пособий, 6 монографий (3 из них в соавторстве), 9 рекомендаций, опубликовал более 400 научно-методических работ, получил 14 авторских свидетельств и 15 патентов на изобретения. Был членом редколлегии фундаментального 3-томного труда «Энциклопедия виноградарства», для которой он написал 40 статей. Среди работ:
- Виноградарство Молдавии.- к., 1968 (в соавторстве);
- Производство привитых виноградных саженцев в Молдавии.- к., 1971;
- Технология производства привитого виноградного посадочного материала.- Краснодар, 1981—1983.— ч. 1-2.

Принимал активное участие и выступал с докладами на международных симпозиумах, конференциях и семинарах. В частности был:
- генеральным докладчиком от СССР на 52-й Генеральной ассамблее Международной организации винограда и вина в Будапеште (1970);
- руководителем советских сельскохозяйственных делегаций в Западной Германии (1961) и в Венгрии (1972);
- докладчиком на симпозиумах по виноградарству во Франции (1972; 1998) и Италии (1999);
- руководителем молдавской делегации на международном конгрессе Международной организации виноградарства и виноделия в Тбилиси (1962);
- докладчиком от СССР на международном симпозиуме по рассадничества в Болгарии (1989);

Принимал участие в работе 72-й Генеральной ассамблеи международной организации винограда и вина в Ялте (1990), выступал на международной конференции с докладом в Кишинёве (1998), а также на международной конференции «Садоводство и виноградарство XXI века» в Краснодаре (1999). Многократно был на всесоюзных и республиканских совещаниях, конференциях, симпозиумах, семинарах: России, Украины, Молдовы, Грузии, Армении, Азербайджана, Узбекистана.
Много лет находился в составе редколлегии журналов «Виноград и вино России», «Садоводство, виноградарство и виноделие Молдавии». Был членом НТС МСГ МССР, МСГ СССР, МСГ РСФСР, Госкомвинпрома РСФСР. Был членом ученого совета Кубанского государственного аграрного университета, заместителем председателя ученого совета факультета плодоовощеводства и виноградарства, членом бюро секции виноградарства Российской сельхозакадемии и Совета по биоаграрным технологиям АТН России, членом двух советов по присвоению научных степеней. Принимал активное участие в аттестации научных кадров, более 50 раз выступал официальным оппонентом докторских и кандидатских диссертаций, был многократным автором отзывов и рецензий на книги, учебники, труды, статьи, рекомендации.

## Знаки отличия
- Премии:
  - Государственная премия России (за разработку и внедрение технологии привитой культуры винограда в России);
  - Премия правительства России за разработку и внедрение экоадаптивной системы виноградарства);
  - Две премии администрации Краснодарского края (за успехи в научной деятельности, подготовку научно-педагогических кадров высшей квалификации и значительный вклад в социально-экономическое развитие России и края);
- Почётная грамота Президиума Верховного Совета РСФСР с присвоением почетного звания «Заслуженный деятель науки РСФСР» (1988)[2].
- Награждён орденом Трудового Красного Знамени, орденом «Знак Почета»;
- 13 медалей ВСХВ и ВДНХ, в том числе 4 золотые[1].

## Память
В 2015 года в поселке Сенной Темрюкского района Краснодарского края, у здания агрофирмы «Фанагория» в развитие которой ученый внес большой вклад, установлен его гранитный бюст. Скульптор Николай Бартусенков.